# Atelopus chrysocorallus
Atelopus chrysocorallus és una espècie d'amfibi pertanyent a la família dels bufònids, de la qual no hi ha cap registre confirmat des del 1988.

## Descripció
És de color groc i vermell, amb el dors d'un o dos colors, uniformement groc a la regió anterior i ataronjat o escarlata a la posterior. Ventre uniformement de color vermell robí, encara que pot presentar una tonalitat carabassa vers el pit i la gola. Palmells i plantes dels peus de color groc taronja. Membres posteriors curts. Musell sobresortint. Les femelles adultes mesuren entre 4,7 i 5 cm, mentre que els mascles fan entre 4 i 4,2.

## Reproducció
Pon els ous als rierols i els capgrossos també s'hi desenvolupen.

## Hàbitat i distribució geogràfica
És una espècie diürna i fotòfila que es troba a 2.000-2.700 m d'altitud al terra de les selves nebuloses dels Andes veneçolans: a prop del poble de Tostós a l'estat de Trujillo.

## Principals amenaces
La seua principal amenaça és probablement la quitridiomicosi. No obstant això, la seua àrea de distribució geogràfica (de menys de 100 km²) es troba dins d'una àrea boscosa desprotegida, la qual ha estat alterada a un ritme accelerat a causa de la recol·lecció de fusta i la conversió de terres per a usos agrícoles i ramaders (essent com és una espècie fotòfila -és a dir, que li agrada prendre el sol-, això vol dir una major insolació i, per tant, un risc afegit per a la seua supervivència). A més, hom creu que les greus inundacions esdevingudes en aquesta zona fa relativament pocs anys poden haver afectat negativament les seues poblacions.